# M/Y Escape
M/Y Escape är en så kallad Tiedemannkryssare i mahogny, som Stig Tiedemann ritade och lät bygga till sig själv på Karlsro varv  i Norrtälje 1959. Hon döptes till Mickie liksom alla hans egna båtar.
M/Y Escape är en av Tiedemanns vackraste konstruktioner och hennes linjer är tydligt inspirerade av den tidens amerikanska motorbåtar. Hon k-märktes av Sjöhistoriska museet i Stockholm år 2015.